# Zaiba Tahyya
Zaiba Tahyya é uma advogada pelos direitos da mulher em Bangladesh. Ela criou o Movimento pelo Empoderamento Feminino (FEM na sigla em inglês) para combater a violência contra as mulheres e promover a igualdade de gênero. A organização conduziu diversos programas, tais como ensinar autodefesa às mulheres para diminuir os casos de estupro em áreas pobres, onde os casos são numerosos.

## Vida
Tahyya nasceu em Bangladesh. Ela cursou os primeiros anos escolares no Canadá e voltou para Bangladesh, onde cursou os anos letivos anteriores à faculdade. Ela obteve o diploma de criminologia no Reino Unido.
Tahyya fez o seu estágio de verão no serviço de apoio legal de Bangladesh. Como uma estagiária da área de pesquisa, ela foi envolvida em um estudo contemplando a verificação de casos de estupro por meio do “teste de dois dedos” (um teste de virgindade). A sua exposição a casos de violência contra mulheres, tais como os numerosos incidentes de abuso sexual não reportados, criaram nela o desejo de tratar do assunto.
Tahyya trabalhou como pesquisadora-associada no Colégio da Polícia, especializada em violência contra mulheres.

## Movimento de Empoderamento Feminino (FEM)
O FEM foi criado em 2016 para empoderar mulheres em Bangladesh através de vários projetos. A organização busca aumentar a mobilidade das mulheres e diminuir sua vulnerabilidade.
Enquanto fazia sua tese, Tahyya fez uma revisão da literatura em “Por que os Homens Estupram”. Ela aprendeu que uma das razões por que os homens estupram é para exercer o poder – como reiterado pela teoria de Darwin sobre os mecanismos evolucionários e a sobrevivência dos mais aptos – uma vez que as mulheres eram percebidas como o sexo mais fraco. Assim, Tahyya buscou empoderar mulheres em vez de apenas prevenir a agressão. O primeiro programa do FEM, o Projeto Attorokkha, treinou em autodefesa mulheres com histórico de fragilidade. Apesar de inicialmente ter havido dificuldades para convencer os pais a inscrever as meninas, considerando que as noções de gênero estavam sendo desafiadas, a iniciativa acabou sendo bem-sucedida. Tahyya se concentrou em áreas de moradia dos mais pobres, porque lá as mulheres são mais sujeitas a passar por violência sexual.
O Projeto Attorokkha provê teinamento militar e de Krav Magá, por meio de uma parceria com uma escola de artes marciais e centro de preparação física.
Tahhya também conduziu uma campanha contra o assédio, colocando quadros nos ônibus para criar consciência sobre o assunto.
O FEM educou meninas sobre princípios da computação e cibersegurança, através do Cyber Attorokkha. O programa ajudou as mulheres que são vítimas de sextortion (formas não violentas de extorquir favores sexuais da vítima).
O FEM forneceu aulas de inglês, ciclismo e treinamento vocacional para mulheres. Tahyya está planejando expandir a organização para fora de Bangladesh.